# Campionati asiatici di badminton 2007
I Campionati asiatici di badminton 2007 si sono svolti a Johor Bahru, in Malaysia. È stata la 26ª edizione del torneo, organizzato dalla Badminton Asia.

## Podi
| Evento              | Oro                         | Argento                      | Bronzo                                              |
| Singolare maschile  | Taufik Hidayat              | Chen Hong                    | Anup Sridhar                                        |
| Singolare maschile  | Taufik Hidayat              | Chen Hong                    | Yeoh Kay Bin                                        |
| Singolare femminile | Jiang Yanjiao               | Lu Lan                       | Wang Chen                                           |
| Singolare femminile | Jiang Yanjiao               | Lu Lan                       | Wong Mew Choo                                       |
| Doppio maschile     | Choong Tan Fook Lee Wan Wah | Koo Kien Keat Tan Boon Heong | Mohd Zakry Abdul Latif Mohd Fairuzizuan Mohd Tazari |
| Doppio maschile     | Choong Tan Fook Lee Wan Wah | Koo Kien Keat Tan Boon Heong | Tsai Chia-Hsin Hu Chung Hsien                       |
| Doppio femminile    | Yang Wei Zhao Tingting      | Cheng Shu Zhao Yunlei        | Duanganong Aroonkesorn Kunchala Voravichitchaikul   |
| Doppio femminile    | Yang Wei Zhao Tingting      | Cheng Shu Zhao Yunlei        | Kumiko Ogura Reiko Shiota                           |
| Doppio misto        | He Hanbin Yu Yang           | Xu Chen Zhao Tingting        | Mohd Fairuzizuan Mohd Tazari Wong Pei Tty           |
| Doppio misto        | He Hanbin Yu Yang           | Xu Chen Zhao Tingting        | Devin Lahardi Lita Nurlita                          |